# 週刊ボランティア
『週刊ボランティア』（しゅうかんボランティア）は、1994年4月8日から1999年3月5日までNHK教育テレビで放送されていた教養番組である。

## 概要
ボランティア活動に取り組んでいる人々の姿を、ゲストとのトークを交えながら紹介していた番組。1995年2月3日放送分からは、阪神・淡路大震災の被災地で行われていたボランティア活動もたびたび取り上げていた。

## 放送時間
いずれも日本標準時、別の時間帯での再放送あり。
- 金曜 22:10 - 22:40 （1994年4月8日 - 1995年3月31日）
- 金曜 19:20 - 19:49 （1995年4月7日 - 1996年3月29日）
- 金曜 19:20 - 19:50 （1996年4月5日 - 1997年4月4日）
- 金曜 19:30 - 20:00 （1997年4月11日 - 1999年4月2日）

## 出演者

### 司会
- 広瀬久美子（1994年4月8日 - 1997年4月4日）
- 東ちづる（1997年4月11日 - 1999年4月2日）

### リポーター
- 神津カンナ